# Every Exit
"Every Exit" är en svensk sång skriven av Holden och Mats Lundgren. Den spelades in av Holden till deras självbetitlade debutalbum Holden 2003. Den gavs också ut som CD-singel 2004.
Låten spelades in i Polar Studios i Stockholm. Den medtogs på soundtracket till filmen Strandvaskaren (2004). Dryga månaden efter filmens biopremiär tog sig låten in på Svenska singellistan där den stannade tre veckor mellan 25 november och 23 december 2004, som bäst på plats sex. Som B-sidospår valdes "God Is Good" och "What If". Singeln innehöll även musikvideon till "Every Exit".

## Låtlista
Där inte annat anges är låtarna skrivna av Holden.
1. "Every Exit" (Holden, Mats Lundgren)
2. "God Is Good"
3. "What If"

## Listplaceringar
| Lista (2004) | Topplacering |
| ------------ | ------------ |
| Sverige      | 6            |